# Prodways Group
Pour un article plus général, voir Liste de fabricants d'imprimante 3D.
Prodways Group est une société spécialisée dans l'impression 3D industrielle. Elle est cotée à la bourse de Paris.

## Activité
Son activité se divise entre sa division Systems, qui se concentre sur la conception et la commercialisation d'imprimantes 3D et des logiciels assortis, tandis que sa division Products s'occupe de la production de pièces en plastique et en métal avec un important parc d’imprimantes 3D.
Prodways Group est présent dans les secteurs suivants : aéronautique, spatial, médical, dentaire, automobile, etc..

### Produits
- Gamme P, utilisant la technologie Selective Laser Sintering (SLS), pour le plastique.
- Gamme MovingLight, utilisant la technologie Digital Light Processing (DLP) pour le plastique et la céramique.
- Gamme RAF (en anglais : Rapid Additive Forging), utilisant la technologie Wire Arc Additive Manufacturing (WAAM), pour le métal[5].
- Gamme Solidscape, utilisant la technologie Drop on Demand (DoD), pour la joaillerie (cire et résine).